# Giacomo Beltritti

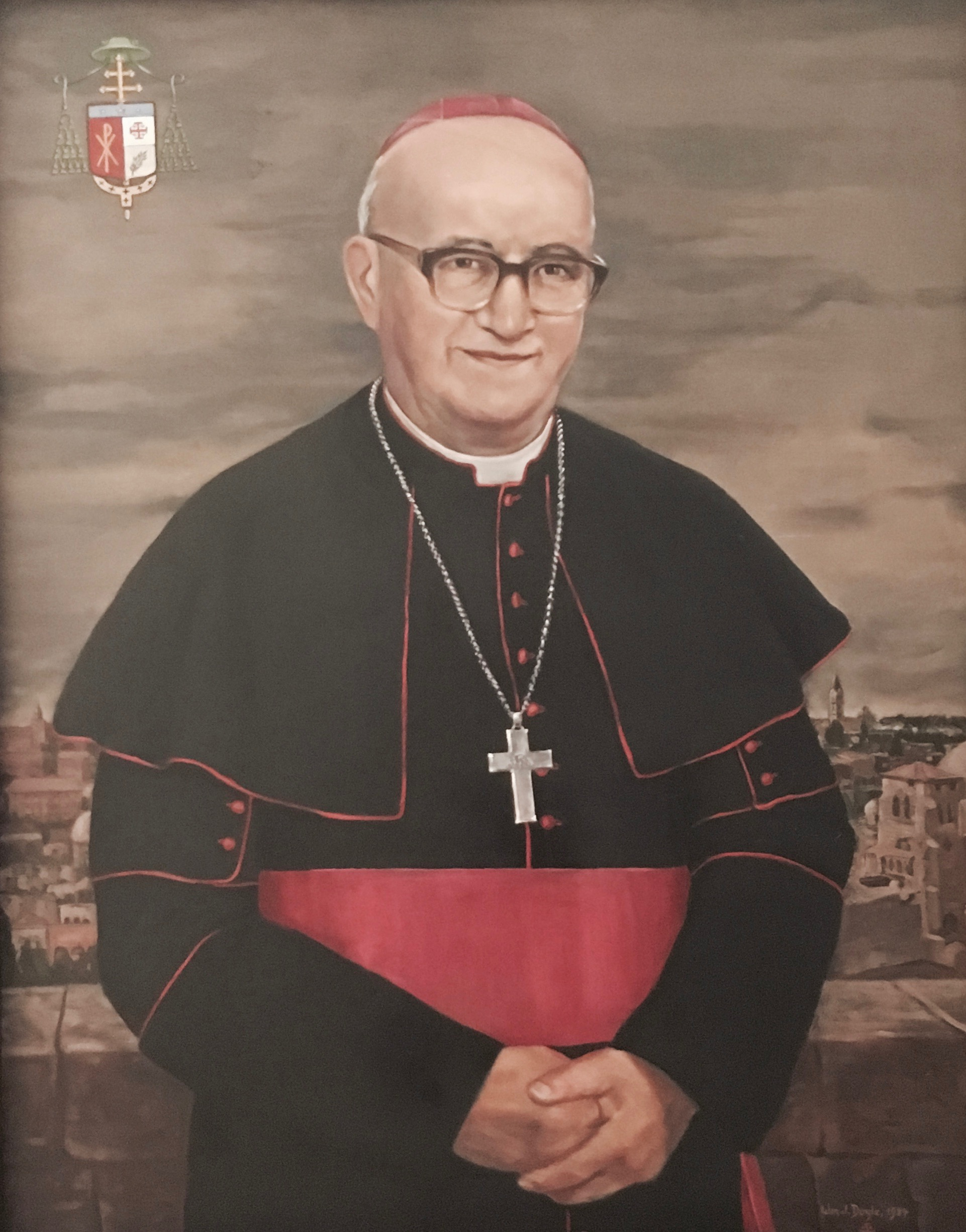
Patriarch Giacomo Beltritti (Porträt im Lateinischen Patriarchat von Jerusalem)

Giacomo Giuseppe Beltritti (* 23. Dezember 1910 in Peveragno; † 1. November 1992 in Jerusalem) war ein italienischer katholischer Geistlicher und Lateinischer Patriarch von Jerusalem.

## Leben

Patriarchenwappen

Er kam 1926 ins Heilige Land, wo er am Lateinischen Patriarchalpriesterseminar in Bait Dschala studierte. Am 15. April 1933 empfing er die Priesterweihe. Nach der Gründung des Staates Israel 1948 und nach der Besetzung des Westjordanlandes mit Ostjerusalem im Jahr 1967 half er palästinensischen Flüchtlingen.
Papst Paul VI. ernannte Beltritti am 21. September 1965 zum Koadjutorpatriarchen von Jerusalem und zum Titularbischof von Cana. Am 10. Oktober desselben Jahres spendete ihm der Patriarch von Jerusalem, Alberto Gori OFM, die Bischofsweihe; Mitkonsekratoren waren Mikhayl Assaf, Erzeparch von Petra und Philadelphia, und Hanna Kaldany, Weihbischof in Jerusalem.
Nach Goris Tod am 25. November 1970 wurde Beltritti dessen Nachfolger als Patriarch. In dieser Position war er 17 Jahre lang Oberhaupt der römisch-katholischen Kirche in Israel, im besetzten Westjordanland und Gazastreifen, in Jordanien und auf Zypern. Während dieser Zeit animierte er viele junge Palästinenser, Priester zu werden, und baute das katholische Schulsystem aus.
Am 11. Dezember 1987 nahm Papst Johannes Paul II. Beltrittis altersbedingten Rücktritt an. Sein Nachfolger wurde Michel Sabbah, der erste Palästinenser auf diesem Posten. Anschließend unterrichtete Beltritti Religion an der kirchlichen Schule in Deir Rafat, wo er im örtlichen Kloster wohnte.
Er starb während eines Besuchs in Jerusalem.